# تاكاشي ساكاي
تاكاشي ساكاي (باليابانية: 酒井隆؛ بالكانا: さかい たかし) هو عسكري ياباني، ولد في 18 أكتوبر 1887 في هيروشيما في اليابان، وتوفي في 30 سبتمبر 1946 في نانجينغ في الصين.